# Juan Profundo
Juan Antonio Guerrero Rodrígues, más conocido como Juan Profundo, es un Mc y productor de Rubí, Barcelona.

## Biografía
Empezó pintando muros y trenes.
Poco después se puso a producir en casa junto a su primo, el “Golfo”, con una Roland. No tardaría en pillarse un Amiga 500, había que ser ingenioso ya que solo disponía de 4 pistas mono o 2 estéreo y un programa llamado OctaMED, algo prehistórico...
Conoció a Bakary Pro a través del grafiti con quien coincidió en gustos musicales por aquella época. Con él pasó muchas tardes y noches de borrachera haciendo ritmos con el PC de este y el programa Impulse Tracker, programa básico de secuenciación con el que produciría un sinfín de beats a lo largo de los años. No mucho más tarde, Juan Profundo se pilló su propio PC.
Después llegaron el Payo Malo y Tremendo, para los que empezó a producir y grabar temas. Casetes que siguen en cajas de zapatos por algún lado.
A eso le siguió montar un grupo con el Rubio y el Otro (MCs que más tarde formarían parte de Gran Pueblo) al que llamaron La Marra Funkarra. Hasta que se separaron, grabaron una maqueta de cuatro cortes y varios temas sueltos. Fue por esa época cuando Juan Profundo bautizó al colectivo de colegas que grababa en su estudio con el nombre de Bronquitis Squad, del que se hicieron muchos temas pero solo unos pocos vieron la luz. 
Tras colaborar en las rimas y producir dos temas para el disco debut del Payo Malo, “Lo ma perla” y “Pon papeles”, lo acompañaría como corista durante su gira. Así conocería a Giro er Nene, productor y DJ con quien formaría Los Más Perlas y quien sería, más tarde, su DJ.
Durante un concierto en Cuba, el CEO de Avoid Records muestra interés por el estilo de Juan Profundo y firman un contrato por dos discos.
En el 2002 pone en las tiendas su ópera prima “Próximo nivel”. Quince cortes con “Estilo propio” como uno de los estandartes y que demostraba que Juan Profundo entraba no solo con su propio sonido en los beats, también en las rimas.
2005 fue el año del regreso con Avoid Records con el larga duración “4º 4ª”. “El rap del mono borracho”, “Súper latin lover” o “Me cago en tó 2” siguen siendo temazos que ponen a bailar cuellos.
Durante esos años comparte escenario con grupos y artistas como De La Soul, Mucho Muchacho, Dogma Crew, Masstone, Zemo Ese, Triple XXX...
Cerrado el contrato con Avoid Records, reforma su estudio, el Cuarto Cuarta, para lo que sigue currando en la construcción. Sigue produciendo. Rimando. Haciendo bases para peña del barrio y de toda España. Manteniendo el alma del rap produciendo maquetas de gente del barrio, o a gente como SFDK, Tote King, Duo Kie, Nomah, Arianna Puello, Alto Pakto, Payo Malo, Quilate, Kuko Jones, Kyudos, El Trío Calavera, Gran Pueblo, Kiko G sin AKA, el Puto Coke, Shack el Jay...
En las rimas colabora con Giro er Nene, Mucho Muchacho, DJ Surmah, Coco er Virus, Edgar Chop Suey, D.K., Quilate, Zemo Ese, DJ Makei, Rimaoro, Titó de Falsalarma, DJ Kapo, DJ Zeten, Khavel X, Familias Cuba Represent, Pachecos...
En el 2008 produce el EP de Kuko Jones “Paseando a Quijote”, un trabajo que se quema en CD y se pasea por los equipos y coches del barrio, pero no ve la luz hasta el 2010, haciéndolo en forma de descarga gratuita desde la web www.elcuartocuarta.com
A principios de 2010 se le presenta un trabajo completamente diferente: componer la música para una web en línea de joyería. El resultado se llama “The Umbilical Cord”, para el que Juan realiza desde la música hasta el diseño de la portada. El segundo semestre del mismo año aparece en descarga gratuita desde la página del artista www.elcuartocuarta.com
A finales de 2010 se lanza, de la mano de SFDK Records, el tercer LP de Juan Profundo: "A lo perruno"
Finalmente estuvo trabajando en el EP de El Gordo y El Flaco (Juan Profundo y Kyudos), produciendo al grupo Granada de Mano y preparando la gira de "A lo perruno" que dio comienzo a principios de 2011.

## Discografía
- "Próximo nivel" (LP) (Avoid Records, 2002) Descarga
- "La Calavera Beats: Etiqueta roja" (EP Instrumental), (2004) Descarga
- "4º 4ª" (LP) (Avoid Records, 2005)
- Kuko Jones y Juan Profundo "Paseando a Quijote (EP)", (2008) Descarga
- "The Umbilical Cord" (EP Instrumental), (2010) Descarga
- "A lo perruno" (LP) (SFDK Records, 2010)

## Colaboraciones

### Como MC
- Giro "De Kilotape 2000" (2001)
- Payo Malo "Con La Tierra En Los Bolsillos" (2001)
- Pachecos "Beat Hustles" (2002)
- Zemo "Innovación" (2002)
- Mucho Muchacho "Chulería" (2003
- VVAA "Flow Latino" (2003)
- DJ Makei "Los Hijos De La Tercera Ola" (2004)
- Alto Pakto "Diamante En Bruto" (2004)
- El Titó "Destilando stylo" (2006)
- Duo Kie "Bonus track (con Legendario, Puto Largo, Swan Fyahbwoy, Tito Sativo, L.E. Flaco, Rayden, Juaninacka, El Chojin, Jefe de la M, Newton y Tote King)" (21cm, 2008)
- DjotaZetén "Mixtape Vol. 1" (2008)
- Quilate "Alma Libre" (2008)
- Khavel-X "Proyecto Libertad" (2009)
- Falsalarma "Voces de BCN" (2014)

### Como productor
- Arianna Puello "Arianna Puello Y DJ Tillo" (2000)
- Payo Malo "Con La Tierra En Los Bolsillos" (2001)
- Arianna Puello "La Flecha" (2001)
- Kiko G Sin A.k.a "En El Pensamiento del genio" (2002)
- Tote King "Música Para Enfermos" (2004)
- Alto Pakto "Diamante En Bruto" (2004)
- Gran Pueblo "Por H O Por B" (2005)
- El Puto Coke "Los Lunes Al Soul" (2006)
- Duo Kie "21cm" (2008)
- DjotaZetén "Mixtape Vol.1" (2008)
- Quilate "Alma Libre" (2008)
- El Chojín "Aún Rap Por Placer" (2008)
- Toteking "Mastíl" (2014)

## Enlaces
- Juan Profundo en el Cuarto Cuarta (web oficial)
- FACEBOOK: Juan Profundo en el Cuarto Cuarta
- MySpace
- Twitter @4o4aProd

- Datos: Q5952081